# آيبنشتوك
آيبن اشتوك (بالألمانية: Eibenstock) هي بلدة ألمانية تقع في ألمانيا في ساكسونيا. يقدر عدد سكانها بـ 6,440 نسمة .

## أعلام
- فولفغانغ أونغر